# Кучеров, Василий Максимович
Василий Максимович Кучеров (1907, Черемуховка — 2 марта 1992) — советский государственный и политический деятель, председатель Совета Министров Якутской АССР.

## Биография
Родился в 1907 году в селе Черёмуховка. Член ВКП(б).
С 19  года — на общественной и политической работе. В 1935—1966 гг. — дежурный инженер, заместитель начальника цеха, секретарь комитета ВКП(б) Улан-Удэнского паровозо-вагонного завода, секретарь Бурят-Монгольского областного комитета ВКП(б) по промышленности.
В 1943—1945 гг. — заместитель секретаря по промышленности Бурят-Монгольского областного комитета ВКП(б).
В 1945—1949 гг. — 3-й секретарь Бурят-Монгольского областного комитета ВКП(б).
В 1949—1951 гг. — секретарь Бурят-Монгольского областного комитета ВКП(б).
В 1952 — 06.1956 гг. — 1-й заместитель председателя СМ Бурят-Монгольской АССР.
В 06.1956 — 06.1963 гг. — председатель СМ Якутской АССР.
С 1963 г. — в Тульском областном статическом управлении.
Избирался депутатом Верховного Совета РСФСР 2-го (1947 год) и 5-го созывов (1959 год)  от от Якутской АССР.